# Iris winogradowii
Iris winogradowii är en irisväxtart som beskrevs av Aleksandr Vasiljevitj Fomin. Iris winogradowii ingår i släktet irisar, och familjen irisväxter. Inga underarter finns listade i Catalogue of Life.